# Gämswurz-Greiskraut
Das Gämswurz-Greiskraut (Senecio doronicum), auch Gämswurz-Kreuzkraut, ist eine Pflanzenart aus der Gattung Greiskräuter (Senecio) und der Familie der Korbblütler (Asteraceae).

## Beschreibung

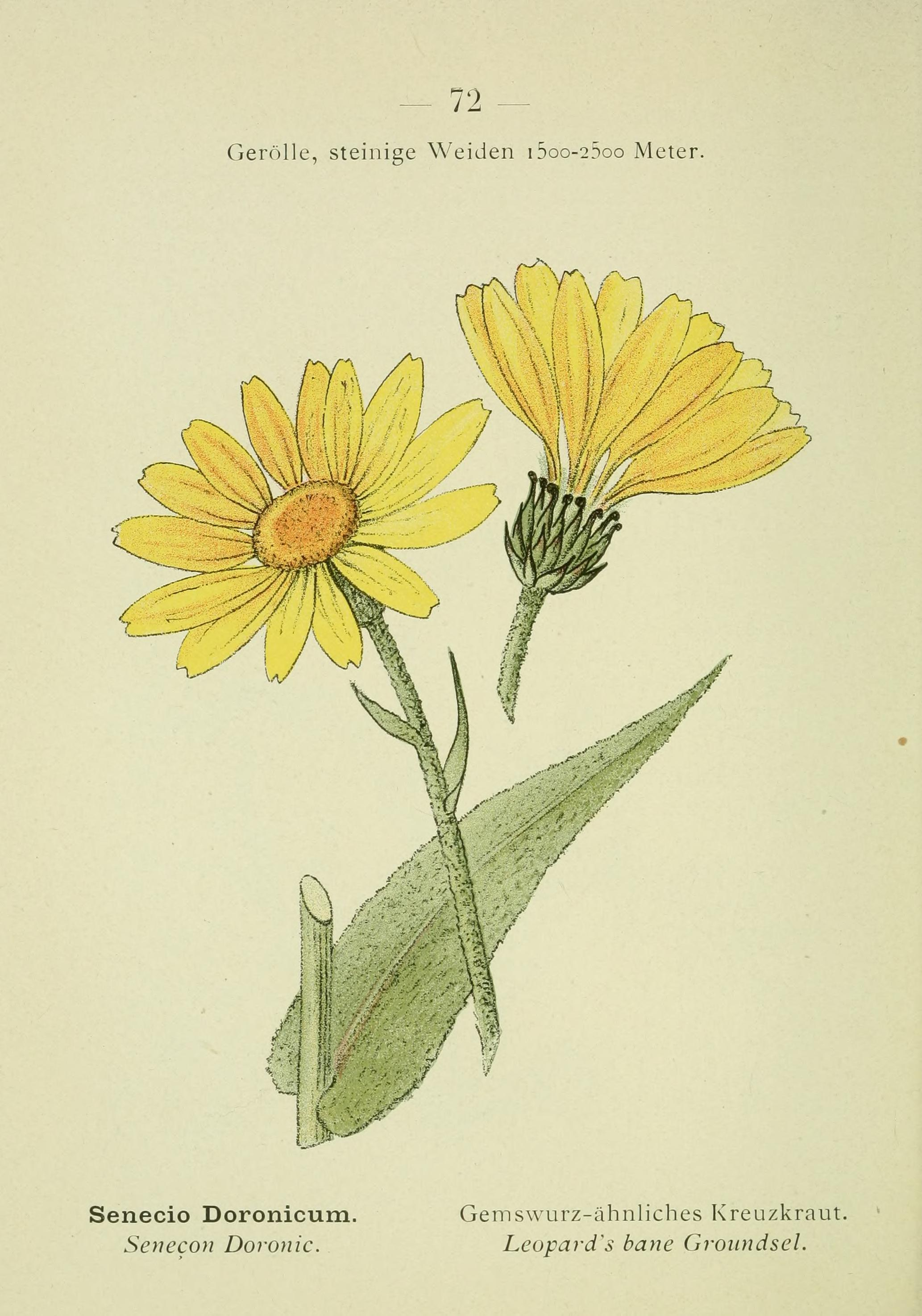
Illustration

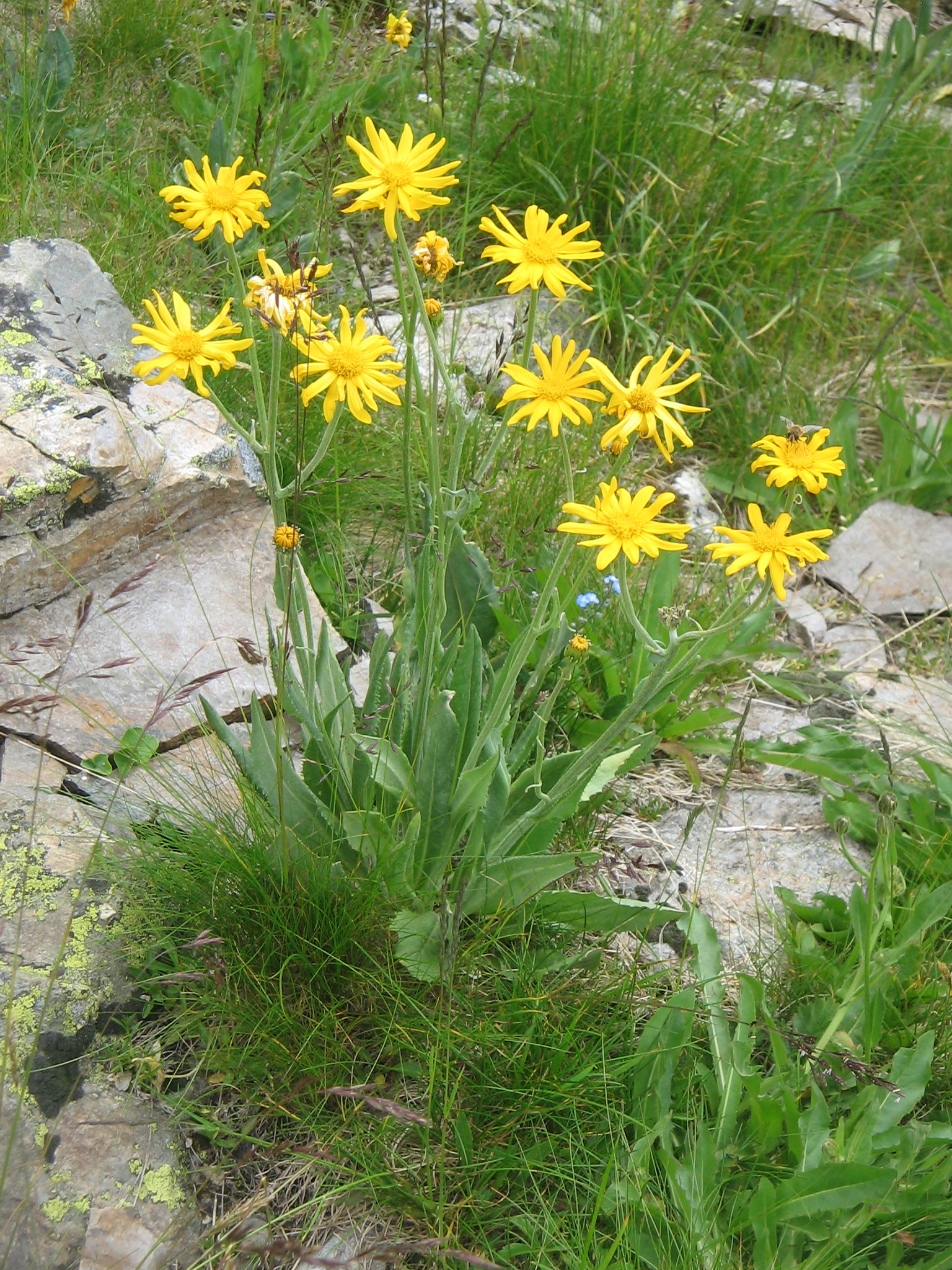
Habitus, Laubblätter und Blütenstände

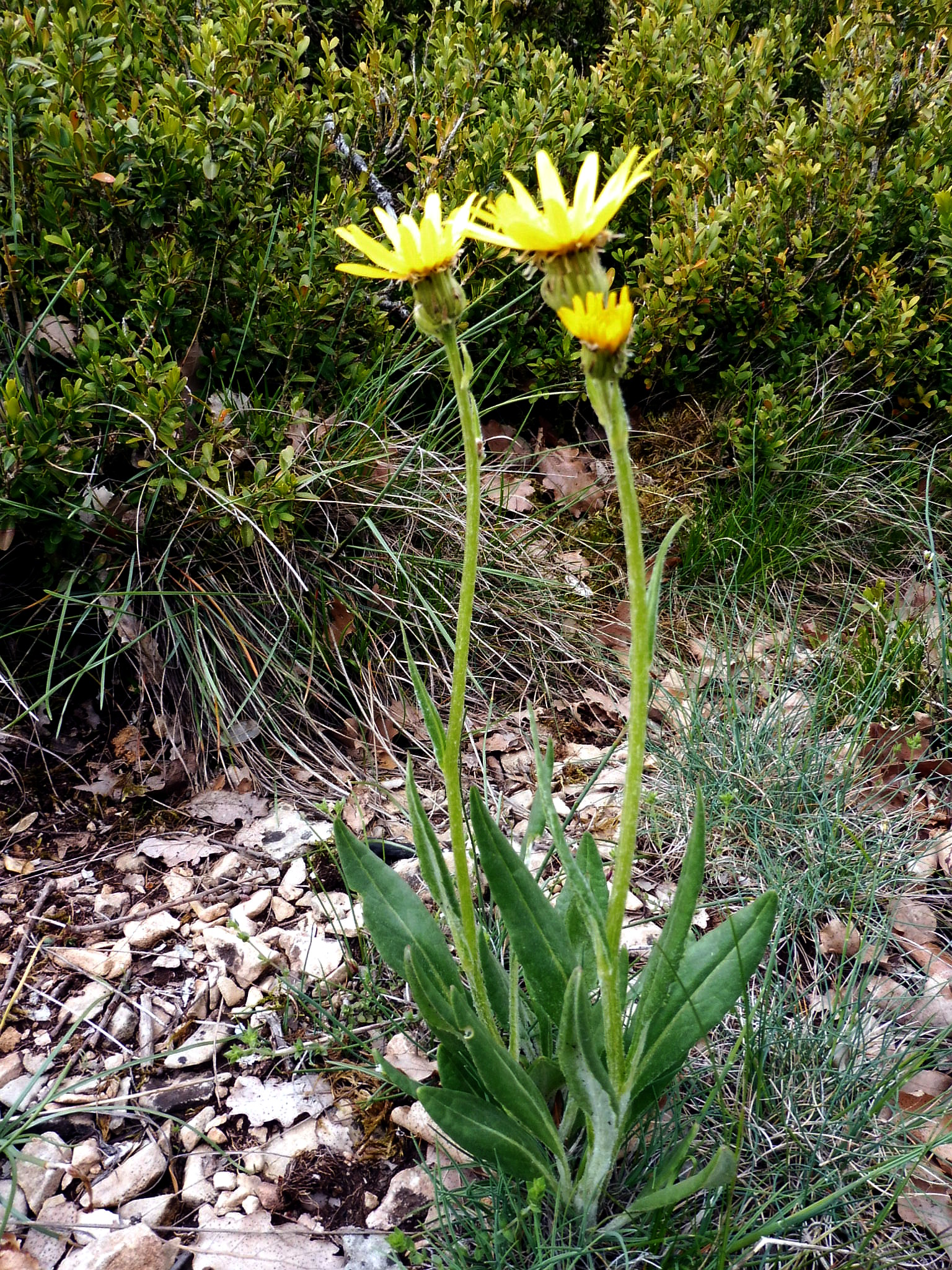
Gämswurz-Greiskraut (Senecio doronicum)

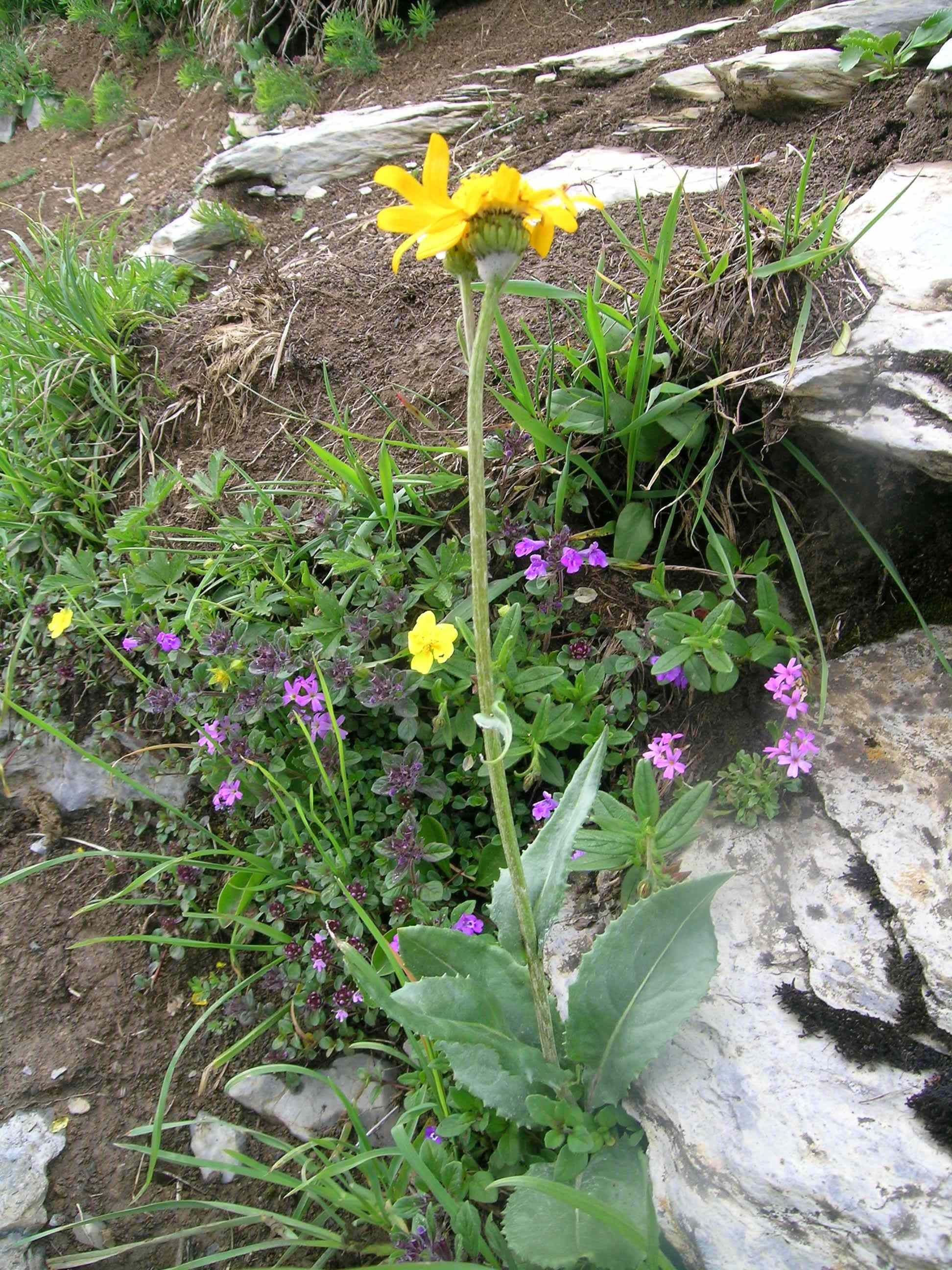
Gämswurz-Greiskraut (Senecio doronicum)

### Vegetative Merkmale
Gämswurz-Greiskraut wächst als ausdauernde krautige Pflanze, die 20 bis 40 (bis 60) Zentimeter hoch wird. Die oberirdischen Pflanzenteile sind zerstreut bis flockig-filzig behaart.  Die Stängel sind einfach, aufrecht, einköpfig oder oben in mehrere einköpfige Äste geteilt. Die wechselständigen Laubblätter sind lederig, spitz und ausgefressen-gezähnt. Die unteren Blätter sind elliptisch oder eilanzettlich und in den Stiel zusammengezogen; die mittleren verkehrt-eiförmig bis lanzettlich und mit verschmälertem Grund halbstängelumfassend; die oberen sind eiförmig oder lineal-lanzettlich und sitzend.

### Generative Merkmale
Die Blütezeit reicht von Juli bis August. In einem Gesamtblütenstand stehen meist ein bis fünf Blütenkörbe zusammen. Die Blütenkörbe sind ziemlich lang gestielt und weisen einen Durchmesser von 3,5 bis 6 Zentimetern auf. Sie enthalten 10 bis 20 strahlig ausgebreitete, gold- bis orangegelbe Zungenblüten sowie zahlreiche gelbe Röhrenblüten. Die Hülle ist glockig, 10 bis 15 Millimeter lang und von zahlreichen halb so langen Außenhüllblättern umgeben. Die Hüllblätter sind lineal, dunkel und meist wollig. Die Zungenblüten sind bis zu 2 Zentimeter lang und 3 bis 5 Millimeter breit. Die Achänen sind 5 bis 7 Millimeter lang, kahl und haben Längsriefen; ihr Pappus ist mehr als doppelt so lang.
Die Chromosomenzahl beträgt 2n = 40 oder 80.

## Ökologie
Bestäuber sind Käfer, Fliegen, Hymenoptern und Falter.
Auf dem Gämswurz-Greiskraut schmarotzen den Pilze Puccinia expansa, Coleosporium senecionis und Leptosphaeria macrospora.

## Vorkommen
Das Verbreitungsgebiet von Senecio doronicum reicht von Süd-, Südost- bis Mitteleuropa.
Diese kalkliebende Pflanze kommt auf steinigen Rasen, felsigen Hängen und in der sogenannten Krummholzzone in Höhenlagen von 1200 bis 2500 Metern vor. In den deutschen Alpen gibt es nur zerstreute Vorkommen. In den Allgäuer Alpen steigt sie in Höhenlagen von 1400 Meter am Bacherloch in Bayern bis zu 2350 Meter im Tiroler Teil am Westgrat des Biberkopfes auf. Im Kanton Wallis steigt sie am Oberrothorn bis 3100 Meter Meereshöhe auf. Sie ist eine Charakterart des Seslerio-Caricetum sempervirentis, kommt aber auch in Gesellschaften des Festucion variae vor. Sie ist in der Schweiz und in Österreich in sämtlichen alpinen Regionen verbreitet.
Die ökologischen Zeigerwerte nach Landolt & al. 2010 sind in der Schweiz: Feuchtezahl F = 2+ (frisch), Lichtzahl L = 4 (hell), Reaktionszahl R = 4 (neutral bis basisch), Temperaturzahl T = 1+ (unter-alpin, supra-subalpin und ober-subalpin), Nährstoffzahl N = 2 (nährstoffarm), Kontinentalitätszahl K = 4 (subkontinental).

## Systematik und Verbreitung
Die Erstveröffentlichung erfolgte 1753 unter dem Namen (Basionym) Solidago doronicum durch Carl von Linné. Die Neukombination zu Senecio doronicum (L.) L. wurde 1759 auch durch Carl von Linné veröffentlicht. Weitere Synonyme für Senecio doronicum (L.) L. sind: Senecio longipetalus Sennen, Senecio rotundifolius Lapeyr. non Stokes.
Man kann folgende Unterarten unterscheiden:
- Senecio doronicum (L.) L. subsp. doronicum
- Senecio doronicum subsp. longifolius (Willk.) J.Calvo (Syn.: Senecio doronicum var. longifolius Willk.): Sie kommt in Spanien, Frankreich und der Schweiz vor.[3]
- Senecio doronicum subsp. orientalis J.Calvo (Syn.: Senecio orientalis Ten. non Willd.): Das Verbreitungsgebiet umfasst Deutschland, Österreich, Italien und das frühere Jugoslawien.[3]
- Senecio doronicum subsp. transylvanicus (Boiss.) Nyman (Syn.: Senecio transylvanicus Boiss., Senecio glaberrimus (Rochel) Simonk. non DC., Senecio doronicum subsp. glaberrimus (Rochel) Kožuharov & N.Andreev): Sie kommt in Bulgarien, Rumänien und Makedonien vor.[3]

Je nach Autor nicht mehr als Unterart zu Senecio doronicum gestellt werden:
- Senecio doronicum subsp. lagascanus (DC.) Vigo => Senecio lagascanus DC.
- Senecio doronicum subsp. lusitanicus Cout. => Senecio lusitanicus (Cout.) Pérez-Romero
- Senecio doronicum subsp. corbariensis (Timb.-Lagr.) B.Bock und Senecio doronicum subsp. gerardi (Godr. & Gren.) Nyman => Senecio provincialis (L.) Druce
- Senecio doronicum subsp. ruthenensis (Mazuc & Timb.-Lagr.) Nyman => Senecio ruthenensis Mazuc & Timb.-Lagr.